# Німецько-катарські відносини
Німе́цько-ката́рські відносини — це двосторонні відносини між Німеччиною і Державою Катар. Відносини були спочатку розпочаті в 1973 році.

## Дипломатичне представництво

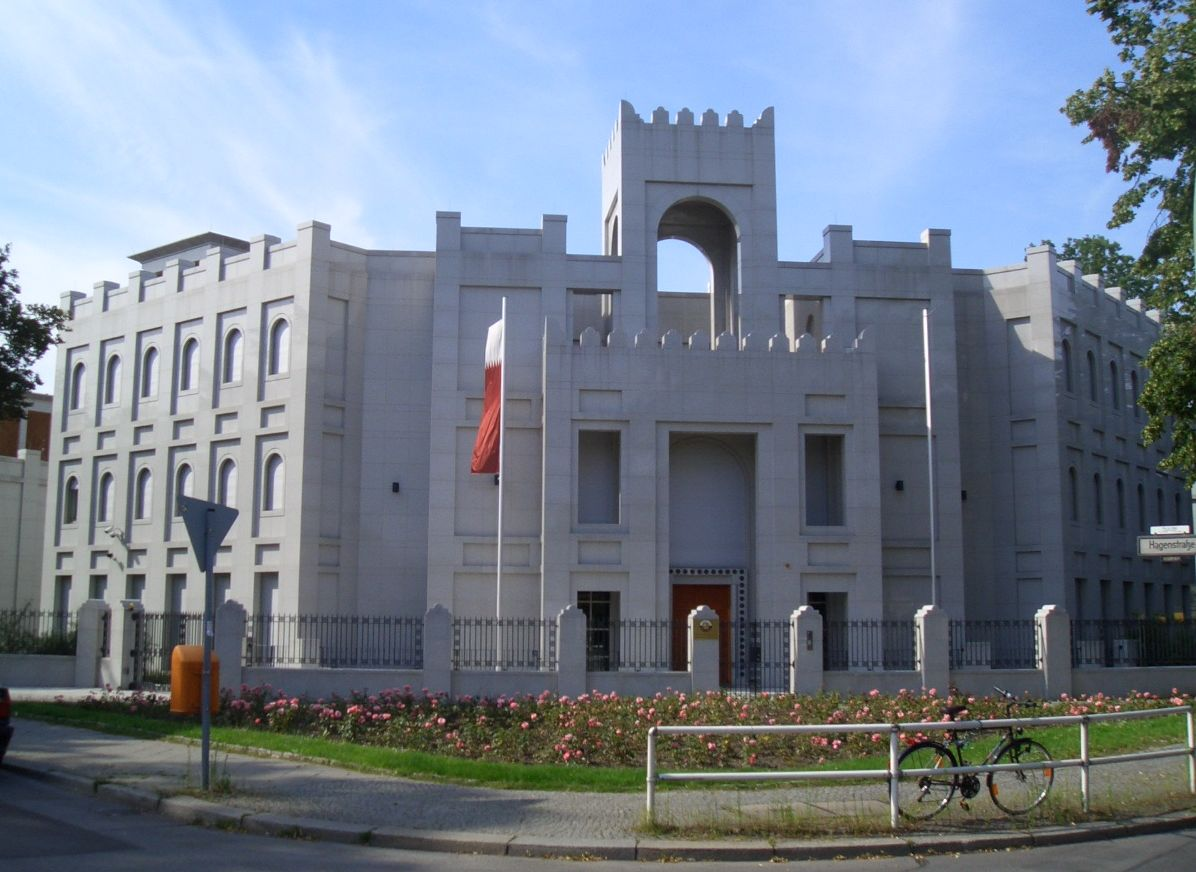
Посольство Катару в Берліні

До січня 1973 року, всього через два роки після того, як Катар отримав свою незалежність, Німеччина була однією з вісімнадцяти країн, куди Катар призначив посла. Катар мав посольство в Берліні з 2005 року, його очолює Сауд бін Абдулрахман Аль Тані від 2017 року. Німеччина має посольство в Досі, яке станом на 2021 рік очолює Клаудіус Фішбах.

## Дипломатичні візити
У 1999 році шейх Хамад бін Халіфа Аль Тані відвідав Німеччину, ставши першим катарським лідером, що здійснив офіційний візит до країни. Президент Німеччини Йоганнес Рау відвідав Катар у 2001 році, а 2002 року Катар також відвідав прем'єр-міністр Нижньої Саксонії Зігмар Габрієль. Першим канцлером Німеччини, що здійснив офіційний візит до Катару був Герхард Шредер, він це зробив у 2005 році. Під час його візиту дві країни підписали угоду щодо безпеки.
Емір Тамім бін Хамад Аль Тані відвідав Ангелу Меркель у вересні 2017 року для обговорення катарської дипломатичної кризи в 2017 році. Меркель висловила «велику стурбованість» з приводу суперечки та відсутності будь-якого швидкого варіанту її вирішення.
20 травня 2022 року емір Тамім зустрівся з канцлером Олафом Шольцем під час свого візиту до Берліну. Сторони обговорили співпрацю в галузі енергетики.

## Дипломатичні стосунки

### Політичні
У серпні 2014 року міністр розвитку Німеччини Герд Мюллер заявив, що Катар фінансує бойовиків ІДІЛ. Після коментарів Німеччина заявила, що «шкодує» через зауваження Мюллера, і що не бажає жодних   . Після того, як Німеччина прокоментувала заяви міністра, Катар засудив діяльність ІДІЛ і заявив, що не фінансує її.

#### Катарська дипломатична криза 2017 року
6 червня 2017 року німецький міністр фінансів Зігмар Габріель засудив бойкот Катару під керівництвом Саудівської Аравії. У липні він закликав країни, що блокують, поважати права Катару як суверенної нації, та схвалив розсудливість катарського уряду у відповідь на блокаду.
У межах зусиль щодо зменшення проблем своїх сусідів щодо передбачуваного фінансування терористичних груп, 5 липня Катар погодився надати німецьким спецслужбам практично всю свою інформацію та дані.

### Військова сфера
У квітні 2013 року Катар підписав угоду на суму 2,5 мільярда доларів з німецькою оборонною компанією «Krauss-Maffei Wegmann» на придбання 62 танків Leopard. Майже половина танків була доставлена до Катару до жовтня 2016 року.
На початку 2019 року Німеччина оголосила, що затвердила продаж зброї системи RIM-116 Rolling Airframe Missile (ОЗУ). Угоду розкритикували опозиційні депутати, посилаючись на постійні проблеми з правами людини в регіоні Перської затоки. Оголошення про угоду відбулося у зв'язку з замороженням продажів німецької зброї в Саудівській Аравії після вбивства Джамаля Хашоґджі.

### Бізнес та інвестиції
Катар здійснив масштабні інвестиції в деякі найпотужніші компанії Німеччини, включно з Volkswagen, Siemens та Deutsche Bank.
Німецький бізнес-форум Катару був відкритий у 2000 році, а в 2007 році була створена спільна економічна комісія між двома країнами. У 2015 році Німеччина охоплювала 7,3 % від обсягу зовнішньої торгівлі Катару. Основний експорт Катару до Німеччини — скраплений природний газ. Основна стаття експорту Німеччини до Катару — це транспортні засоби та .

### Мистецтво та культура
Рік культури Катару у Німеччині 2017 року був ініціативою, організованою Управлінням музеїв Катару для покращення культурних зв'язків між Катаром та Німеччиною. Першим спільним заходом було виступ Катарської філармонії, яким керував німецький диригент Девід Німан. Вони грали як німецьку, так і катарську музику в Оперному театрі в Катарі.